# Guy-Toussaint-Julien Carron
Abade Guy-Toussaint-Julien Carron (1760-1821) foi um padre católico romano francês que fundou várias instituições sociais e educacionais, especialmente durante o exílio na Inglaterra, e foi um autor prolífico de tratados piedosos.

## Vida
Nascido em Rennes, Carron foi tonsurado aos treze anos. Em 1785, profundamente afetado pela pobreza de sua província, teve a ideia de erguer uma instituição de caridade, pela qual interessou várias famílias nobres, que contribuíram com grandes somas para a execução de seu projeto; de maneira que em 1791 na cidade de Rennes, ele passou a possuir fiações de algodão, estabelecimentos de tecelagem, etc., que ocupavam mais de dois mil trabalhadores de ambos os sexos, sob sua direção. Ele também fundou uma instituição para mulheres jovens que tentavam escapar de uma vida de prostituição. No entanto, em 1790, após a Revolução Francesa, ele se tornou um não jurado, recusando-se a jurar pela Constituição Civil do Clero, e foi preso.
Em 1792, ele foi deportado para Jersey, onde fundou escolas, bibliotecas e farmácias para outros católicos franceses que haviam fugido da Revolução. Ele se reassentou em Somers Town, Londres, e estabeleceu muitas instituições educacionais e sociais para apoiar sua comunidade, ganhando os agradecimentos pessoais de Luís XVIII.
Na Restauração Bourbon em 1814, Carron retornou à França e tornou-se chefe do Institut de Marie-Thérèse, uma instituição de caridade fundada para crianças cujas famílias haviam perdido sua fortuna durante a Revolução.

Ele publicou muitas obras piedosas e religiosas que foram muito populares em sua época. Carron morreu em Paris em 15 de março de 1821.

### Por Carron
- Carron, G.-T.-J. (1816) Les Écoliers vertueux, ou Vies édifiantes de plusieurs jeunes gens proposés pour modèles, Lille Vanackere
- — (1820a) Les Confesseurs de la foi dans l'Église gallicane à la fin du XVIIIe siècle, ouvrage rédigé sur des mémoires authentiques
- — (1820b) Le modèle des prêtres, ou vie de J. Brydayne, missionnaire, Rusand
- — (1822) Nouveaux Justes dans les conditions ordinaires de la Société, ou vies de Mlle Victoire Conen de Saint-Luc, décapitée en 1794; du Comte Jean-Baptiste-Ignace-Isidore de Forbin, décédé en 1814; de Mlles Françoise-Marie-Thérèse d'Argent, décédée en 1813; Marie-Amélie Sauvage, en 1817; Céleste-Marie-Claire Mettrie Offray, en 1817; Adélaïde-Marie de Cié, en 1818, Lyon: Rusand
- — (1823) Modèles du clergé, ou Vies édifiantes de Messieurs Frétat de Sabra, évêque de Nantes ; Boursoul, prêtre, gardien de l'Hôpital Saint-Yves de Rennes ; Beurier, prêtre de la Congrégation des Eudistes ; Morel de La Motte, chanoine de l'Eglise de Rennes
- — (1827) Vies des justes dans les plus hauts rangs de la société, Lyon: Rusand

### Sobre Carron
- Bouillet, M.-N.; Chassang, A. (1878). Dictionnaire universel d'histoire et de géographie contenant l'histoire proprement dite, la biographie universelle, la mythologie, la géographie ancienne et moderne. Hachette (em francês). Paris: [s.n.]
- Walford, E (1878). Old and New London: Volume 5. [S.l.: s.n.] pp. 340–55, "Somers Town and Euston Square", date accessed: 29 Jul 2007